# Turbokapitalismus
Turbokapitalismus, auch Raubtierkapitalismus, ist ein abwertender politischer Begriff für eine wenig bis nicht eingeschränkte Marktwirtschaft.
Laut Wortschatzbuch Neologismen der 90er Jahre im Deutschen geht der Begriff Turbokapitalismus auf Edward Luttwak zurück. Karl Bachinger und Herbert Matis ordnen ihn als politisches Schlagwort ein, dem oft wenig präzise Bedeutungsinhalte unterlegt sind.

## Begriffsgeschichte
Als Neologismus wurde Turbokapitalismus erstmals 1999 im Wahrig aufgenommen. Das seit Mitte der 1990er Jahre belegbare Synonym „Killerkapitalismus“ setzte sich hingegen nicht durch. Der Duden definiert ab 2006 „Turbokapitalismus“ als „rücksichtsloser, unverhüllt ausschließlich auf Profitmaximierung ausgerichteter Kapitalismus“. Das Wahrig – Wörterbuch der deutschen Sprache definiert Turbokapitalismus dagegen als „rascher Wechsel einer lange Zeit sozialistisch geführten Wirtschaft zum kapitalistischen System (bei Auflösung sozialistischer Staaten)“. Im Wörterbuch Neuer Wortschatz: Neologismen der 90er Jahre im Deutschen wurde die Verwendung des Neologismus „Turbokapitalismus“ untersucht; Turbokapitalismus sei eine Form des Kapitalismus, die durch alleinige Ausrichtung an ständiger Profitmaximierung von Unternehmen unter Ausschluss anderer, insbesondere sozialer Aspekte geprägt sei.
Als Begriff ist er eine Lehnübersetzung des angloamerikanischen Wortes turbocapitalism und geht auf den Wirtschaftswissenschaftler Edward Luttwak vom Center for Strategic and International Studies in Washington zurück, der sich in seinem Buch Turbo-Kapitalismus mit der Marktwirtschaft beschäftigte.

„Der Kapitalismus der neunziger Jahre unterscheidet sich vollkommen von dem der vorangegangenen Dekaden. Deshalb habe ich das Wort Turbokapitalismus erfunden. Es bezeichnet den vollkommen deregulierten, völlig entfesselten Markt, ohne alle schützenden Barrieren. Reichtum schafft der Turbokapitalismus, weil für ihn nur eins zählt: Effizienz.“

Laut Rezensent Nils Röller argumentierte Luttwak mit seinem Buch für eine behutsame Eingrenzung des durch die neuen Technologien entfesselten „Turbokapitalismus“. Dieser habe durchaus auch positive Folgen, führe aber zu einer immer weiter auseinander klaffenden Schere zwischen Arm und Reich, was zu vielen politischen Risiken führe. Röller vermerkt mit Erstaunen, dass Luttwak als Sohn eines Unternehmers und Befürworter des Kapitalismus mit Argumenten aufwarte, die vormals von Linken entwickelt wurden, während sich offiziell Linke Regierungschefs von Blair bis Schröder zu rückhaltlosen Anhängern der Deregulierung entwickelt hätten. Einige Autoren sehen Parallelen zwischen Luttwaks Definition von Turbokapitalismus und der „Schöpferischen Zerstörung“ bei Joseph Schumpeter. Jürgen Ritsert stellte fest, dass die „Vokabel“ Turbokapitalismus Eingang in die seriöse Presse und sogar in den Jargon einiger Politiker gefunden hat.
Die Frankfurter Allgemeine Zeitung schrieb 1995 „Die sichtbaren Ansätze zum ‚Turbokapitalismus‘ … können die Volkspartei [CSU] nicht auf alten Kissen ausruhen lassen.“ Die Zeit formulierte 1998: „Der ‚Turbokapitalismus‘ oder ‚Killerkapitalismus‘ zwingt angeblich dem ganzen Globus seine unbarmherzige Logik auf: Mit ihren billigen Waren werden Niedriglohnländer wie Indien oder China Millionen von Jobs in den reichen Ländern überflüssig machen und die Löhne nach unten drücken.“ Die Berliner Zeitung druckte im Jahr 2001: „Es sei entsetzlich, dass keine politische Kraft sich heute gegen die systematische Vernichtung von Arbeitsplätzen durch den Turbo-Kapitalismus wende, der sich nur noch nach Aktienwerten richte.“
2012 benutzte David Cameron die Bezeichnung „Turbokapitalismus“, um die Verantwortung der Labour Party für die Entwicklungen im Vereinigten Königreich zu geißeln. Anstelle dieses versprach er ein Zeitalter eines wahren „popular capitalism“.

## Raubtierkapitalismus

### Herkunft des Begriffs
Martin Luther wählte 1524 die Metapher des Raubfischs:

„Denn [die großen Handelsgesellschaften] haben alle Waren unter ihren Händen, und machen damit, wie sie wollen, und […] drücken und verderben alle kleinen Kaufleute, wie der Hecht die kleinen Fische im Wasser; gerade als wären sie Herren über Gottes Kreaturen und frei von allen Gesetzen des Glaubens und der Liebe.“

Ausgehend von Luthers Vergleich von Raubtieren mit einem rücksichtslosen ökonomischen Handeln, das nur auf Gewinn und Wachstum zielt, gelangte der Raubtiervergleich auch ins Sinnbildrepertoire des modernen Antikapitalismus. Damit eng verbunden wurde er auch fester Bestandteil des linken wie des rechten antikapitalistischen Antisemitismus. So verglich Wilhelm Marr, der kommunistische und anarchistische Begründer des rassistischen Antisemitismus, in einer seiner folgenreichen antisemitischen Schmähschriften den Finanzhandel 1880 mit dem Verhalten von Raubtieren. Mit der rassistischen Unterstellung, Juden seien von „Natur“ aus auf „Halsabschneiderei“ ausgerichtet, wollte Marr begründen, dass deren Freiheit in Finanzgeschäften begrenzt werden müsse:

„Wenn man in einem zoologischen Garten die Käfige öffnet und die Raubtiere loslässt, soll der Fuchs dann keine Hühner fressen, der Wolf keine Schafe zerreißen, der Löwe nicht in die Heerden einbrechen, der Bär keinen Honig stehlen? Ja, sollen selbst Reh und Hirsch nicht nach Herzenslust weiden, wo sie gerade können?“

Ein Jahr später führte Marr in einem weiteren antisemitischen Pamphlet auch den Begriff Kapitalismus in direkter Verbindung mit einer Raubtierallegorie an:

„Die ‚liberale‘ Gesetzgebung hat uns dem Kapitalismus gegenüber nahezu wehrlos gemacht und die Gesellschaft bietet das Bild dar, wo die großen Fische die kleinen fressen und alle „Justiz“ den kleinen Fischen nicht helfen kann!“

Über alle politischen Lager hinweg wurde der Raubtiervergleich seither zum festen Bestandteil der linken wie rechten Kapitalismuskritik. So referierte etwa der Sozialist Heinrich Ströbel 1920 die Forderung der Bolschewiken nach einer Weltrevolution mit der Metapher vom reißenden Raubtier Kapitalismus: „So wenig man einen Tiger zum Vegetarismus bekehren könne, so wenig lasse sich das reißende Raubtier Kapitalismus in den pazifistischen Schafstall des Völkerbundes sperren.“ Besonders eng verband sich die Metapher schon früh mit der Kritik an den als Inbegriff des Kapitalismus geltenden United States of America. Der im zwanzigsten Jahrhundert entstandene Antiamerikanismus meinte, im „Raubtierkapitalismus“ das Wesen der USA zu erkennen. So vergleicht etwa der Geograph Karl Haushofer, ein Ideengeber der geopolitischen Vorstellungen der Nationalsozialisten, vergleicht die Vereinigten Staaten 1927 mit einem Raubtier, das weltweit seine „Tatzen in die wertvollsten Wirtschaftsräume […] hineingeschlagen“. Albert Einstein ordnete 1949 den Kapitalismus der „predatory phase“ (englisch Raubtierphase) der Menschheitsgeschichte zu, die durch den Sozialismus überwunden werden müsse. In seiner Ansprache vor der Vollversammlung der UNO wandte Che Guevara 1964 die Raubtiermetapher auf den von Europa ausgegangenen Kolonialismus an und erklärte, dass „die ‚westliche Zivilisation‘ hinter ihrer ansehnlichen Fassade Hyänen und Schakale verbirgt“ und der Imperialismus „ein reißendes Tier [ist], das sich an wehrlosen Völkern mästet.“
Das Reden von Raubtierkapitalismus in der zweiten Hälfte des 20. Jahrhunderts hat unmittelbare Vorläufer in den im 19. Jahrhundert entstandenen Begriffen des Kredithais und des Miethais, die ebenfalls zum strukturellen Antisemitismus beitragen können. Dieser Variante der Allegorie hat die von Bertolt Brecht 1949 im Rahmen seiner Kalendergeschichten veröffentlichte Parabel Wenn die Haifische Menschen wären eine besondere Wende gegeben, um den von ihm als Kommunisten postulierten systemischen Zusammenhang von kapitalistischer Ausbeutung und Militarismus sowie deren kultureller Verbrämung durch den Nationalsozialismus aufzuzeigen.
Seit dem 16. Jahrhundert findet sich der abwertende Vergleich ökonomischen Handelns mit dem Verhalten von Raubtieren auch in der Graphik. Berühmt ist etwa der Kupferstich des Pieter van der Heyden von 1557 nach Pieter Bruegels Zeichnung Die großen Fische fressen die kleinen von 1556, der den Frühkapitalismus kritisiert. Im 20. Jahrhundert hat John Heartfield das kapitalismuskritische Bild der Raubtierallegorie nachhaltig geprägt. Gleich zweimal setzte er dieses Thema in Photomontagen für die antikapitalistische Propaganda der Kommunistischen Partei Deutschlands (KPD) ein. Zwei Wochen nach der Reichstagswahl vom 14. September 1930 veranschaulichte er in der dramatischen Szene eines großen Fisches, der einen kleinen frisst, in der Arbeiter-Illustrierten-Zeitung die Auffassung der KPD, dass der Nationalsozialismus dem internationalen Kapitalismus diene. In einer anderen Photomontage, die eine zähnefletschende Hyäne mit Zylinder und dem preußischen Orden Pour le Mérite auf einem leichenübersähten Schlachtfeld zeigt, propagierte er 1932 die Auffassung der KPD, dass der konkurrenzgetriebene Kapitalismus mit seiner animalischen Gewalt auf Krieg zustrebe und dabei Millionen von Proletariern als Soldaten in den Tod schicke.

### Neuere Verwendungen des Begriffs
Besonders seit den 1990er Jahren ist der Begriff Raubtierkapitalismus in allen politischen Lagern omnipräsent. Wie geläufig der Begriff längst war, zeigt etwa die Erläuterung des Filmkritikers Martin Compart von 1991, die US-amerikanische Fernsehserie Wiseguy zeige, dass man „im US-Raubtierkapitalismus zwischen legalen und illegalen Geschäften“ kaum noch unterscheiden könne, oder die Formulierung von „einer Welt, die dank des völlig befreiten Raubtierkapitalismus am Abgrund wandelt“ in einem Rückblick auf die US-amerikanische Kriminalserie Miami Vice von 1992. In der akademisch positionierten Gesellschaftskritik fand sich der Begriff „Predatory Capitalism“ (englisch Raubtierkapitalismus) 1996 als Kapitelüberschrift eines vielzitierten Interviews mit Noam Chomsky, einem Sympathisanten der anarchosyndikalistischen Bewegung. Im politischen Diskurs etablierte ihn der ehemalige deutsche Bundeskanzler Helmut Schmidt, der 1997 in der Zeit erklärte, dass die Politiker der „industriellen Demokratien“ einem „neuen Raubtierkapitalismus“, der sich ausgehend von den USA seit den 1980er Jahren in fast alle diese Länder ausgebreitet habe, „ziemlich hilflos“ gegenüberstünden. Seither findet sich der Begriff regelmäßig sowohl in der linken als auch in der nationalistischen Kapitalismuskritik. So griff der ehemalige Linksterrorist Horst Mahler, der sich damals der Nationaldemokratischen Partei Deutschlands (NPD) anzunähern begonnen hatte, die Metapher auf, als er 1998 unter Berufung auf Verlautbarungen und den persönlichen Austausch mit seinem ehemaligen Anwalt, dem damaligen Bundeskanzler Gerhard Schröder, einen auf eine Volksgemeinschaft aufbauenden dritten Weg zwischen „Raubtierkapitalismus“ und „Wohlfahrtsstaat“ forderte. Germar Rudolf, unter dem Pseudonym Ernst Gauss schreibender Neonazi und damals bereits verurteilter Holocaustleugner, sprach 1998 von dem im postsowjetischen Russland „wütenden Raubtierkapitalismus“. Auch linke Medien bezeichneten die Entwicklungen in Russland unter Boris Jelzin regelmäßig als Raubtierkapitalismus und die Akteure z. B. als Finanzhyänen. 1999 kritisierte der IG-Metall-Vorsitzende und stellvertretende Mannesmann-Aufsichtsratsvorsitzende Klaus Zwickel vor mehr als 1000 deutschen Mannesmann-Betriebsräten in Düsseldorf die Übernahme des Unternehmens durch Vodafone als Ausdruck eines „Raubtier-Kapitalismus“. Der Soziologe Peter Imbusch beschrieb 2000, dass eine vollständige Liberalisierung und Deregulierung in den 1970er Jahren in Chile „eine Art Raubtierkapitalismus“ mit sich gebracht habe, weshalb die Hauptakteure damals im Volksmund „piranhas“ genannt worden seien.
2002 titelte der Spiegel unter dem Bild der aus einem schwarzen Hintergrund leuchtenden Augen einer Katze, deren Pupillen Dollarzeichen zeigen, „Der neue Raubtierkapitalismus. Mit Gier und Größenwahn in die Pleite“. Im folgenden Heft fasste der Spiegel in der Überschrift über einem Interview mit dem Siemens-Chef Heinrich von Pierer dessen Skizze weltwirtschaftlicher Veränderungen in der Formulierung „neu entfachter Raubtierkapitalismus in den USA“ zusammen. Zur neuen Popularisierung des Begriffs trug bei, dass Schmidt 2003 erneut in der Zeit vor dem „Raubtierkapitalismus“ warnte, der die Gesellschaft gefährde. Er bezog den Ausdruck nun auf den rücksichtslosen Gebrauch der Macht durch einige Manager großer Verbände, Konzerne, Geldinstitute und Medienunternehmen. 2004 zeigte die neonazistische Zeitschrift Der Fahnenträger dasselbe Motiv wie der Spiegel von 28/2002 und titelte über einem kapitalismusfeindlichen Zitat des Nationalsozialisten Gregor Strassers „Nationaler Sozialismus statt Raubtierkapitalismus“. Unter dem Titel „Raubtierkapitalismus?“ veröffentlichte 2004 der Sozialgeograph Peter Jüngst eine Studie zum Zusammenhang von Globalisierung und psychosozialer Destabilisierung. Seither haben mehrere kapitalismuskritische Buchpublikationen das Schlagwort in ihrem Titel genutzt. 2007 sprach Schmidt von „Raubtierkapitalismus“ im Zusammenhang mit Hedgefonds und Private-Equity-Häusern. In seiner Autobiografie Außer Dienst. Eine Bilanz von 2008 führte er die Anfänge auf die frühen siebziger Jahre zurück, „in die Zeit der Wechselkurs-Unordnung nach dem Zusammenbruch des Bretton Woods-Systems“. Aus den Spekulanten, die aus der Freigabe der Wechselkurse Profite gezogen hätten, seien Zehntausende geworden, die international auf alle nur denkbaren künftigen Ereignisse spekulierten. 2012 erklärte Sahra Wagenknecht, die Bundestagsabgeordnete der Linken, „ich möchte, dass wir diesen Raubtierkapitalismus überwinden“ 2016 lobte die spätere Vorsitzende der Linken Heidi Reichinnek gemeinsam mit einem Koautor und einer Koautorin die Islamisten dafür, „keinen entfesselten Raubtierkapitalismus“ zu unterstützen hob hervor, dass die Scharia im Arabischen „eher mit sozialer Gerechtigkeit oder dem Schutz vor der Willkür der Herrschenden“ assoziiert werde und erklärte: „Der offene Dialog oder gemeinsame Initiativen mit Islamisten stehen nicht im Widerspruch zu einer engeren Vernetzung mit linken PartnerInnen“. 2018 wurde eine 2017 gehaltene Rede Björn Höckes, des Fraktionsvorsitzenden der Alternative für Deutschland (AfD) im Thüringer Landtag, unter dem Titel „Widerstand gegen den Raubtierkapitalismus“ veröffentlicht. Beim AfD-Bundesparteitag 2018 forderte Höcke, die „Errungenschaften von 150 Jahren Arbeiterbewegung gegen die zerstörerischen Kräfte des Raubtierkapitalismus [zu] verteidigen“. und sprach von einem „kulturvernichtenden Raubtierkapitalismus“. Der mit der globalisierungskritischen NGO Attac verbundene Politologe Holger Oppenhäuser stellte 2021 eine solche Alternative „Deutsche Volkswirtschaft statt Raubtierkapitalismus“ in Frage.

## Belege
1. 1 2 3 4 5 6 7  Turbokapitalismus. In: Dieter Herberg, Michael Kinne, Doris Steffens, Elke Tellenbach, Doris Al-Wadi: Neuer Wortschatz: Neologismen der 90er Jahre im Deutschen (= Schriften des Instituts für Deutsche Sprache. Band 11). Walter de Gruyter, 2004, ISBN 978-3-11-017750-3, S. 346.
2. ↑  Karl Bachinger, Herbert Matis: Sozioökonomische Entwicklung: Konzeptionen und Analysen von Adam Smith bis Amartya K. Sen. Band 3074, UTB 2008, ISBN 978-3-8252-3074-6, S. 75.
3. ↑  Stichwort „Turbokapitalismus“. In: Duden online
4. ↑  Stichwort „Turbokapitalismus“. In: Renate Wahrig-Burfeind (Hrsg.): Der kleine WAHRIG, Wörterbuch der deutschen Sprache. Ausgabe 2007, ISBN 978-3-577-10236-0.
5. ↑  Zitiert nach Jürgen Ritsert, Schlüsselprobleme der Gesellschaftstheorie: Individuum und Gesellschaft, soziale Ungleichheit, Modernisierung, Frankfurter Beiträge zur Soziologie und Sozialpsychologie, VS Verlag für Sozialwissenschaften, 2009, ISBN 3-531-16446-5, S. 353
6. ↑  Nils Röller: Rezension. In: Sueddeutsche Zeitung, 10. November 1999.
7. ↑  Jürgen Ritsert: Schlüsselprobleme der Gesellschaftstheorie, 2009, S. 354.
8. ↑  Harald Schumann, Hans-Peter Martin: Die Globalisierungsfalle. Hamburg, 1999, S. 250.
9. ↑  Jürgen Ritsert: Schlüsselprobleme der Gesellschaftstheorie. 2009, S. 353.
10. ↑  Nicholas Watt: David Cameron pledges era of ‘popular capitalism’. In: The Guardian, 19. Januar 2012.
11. ↑  Martin Luther: Von Kauffshandlung und Wucher. Wittenberg 1524, ohne Seitenangabe [fol. 15r]. In: books.google.de. Abgerufen am 26. Januar 2024.
12. 1 2  Monika Urban: Von Ratten, Schmeißfliegen und Heuschrecken. Judenfeindliche Tiersymbolisierungen und die postfaschistischen Grenzen des Sagbaren. Konstanz / München 2014, S. 79, 88–92, 237 f., 224, 237, 246–249, 268, 286, 298, 323. In: ebin.pub. Abgerufen am 26. Januar 2024.
13. ↑  Wilhelm Marr: Wählet keinen Juden! Der Weg zum Siege des Germanenthums über das Judenthum. Ein Mahnwort an die Wähler nichtjüdischen Stammes aller Confessionen, Berlin 1879, S. 19 f. In: sammlungen.ub.uni-frankfurt.de. Abgerufen am 26. Januar 2024.
14. ↑  Wilhelm Marr: Goldene Ratten und rothe Mäuse (= Antisemitische Hefte. Band 2), Chemnitz 1880, S. 29. In: google.de. Abgerufen am 26. Januar 2024.
15. ↑  Heinrich Ströbel: Für den Völkerbund! In: Die Weltbühne, 16. Jahrgang, Nr. 31, 29. Juli 1920, S. 129–132, hier S. 130. Abgerufen am 10. März 2024.
16. ↑  Thomas Haury: Antisemitismus von links. Kommunistische Ideologie, Nationalismus und Antizionismus in der frühen DDR. Hamburg 2002, S. 50.
17. ↑  Tobias Jaecker: Hass, Neid, Wahn: Antiamerikanismus in den deutschen Medien. Campus Verlag, Frankfurt am Main 2014, ISBN 978-3-593-50066-9, S. 150 f. 195, 265, 273, 370.
18. ↑  Karl Haushofer: Einführung zur ‚Dollar-Diplomacy‘. In: Scott Nearing, Joseph Freeman: Dollar-Diplomatie. Berlin 1927, S. V–X.
19. ↑  Albert Einstein: Why Socialism? In: Monthly Review, New York, Jahrgang 1, Heft 1, Mai 1949. In: monthlyreviewarchives.org. Abgerufen am 10. März 2024.
20. ↑  María del Carmen Ariet García, David Deutschmann [Hrsg]: Che Guevara presente. Una antoligia mínima. Melbourne 2004, S. 340–355, hier S. 345: „Nuestros ojos libres se abren hoy a nuevos horizontes y son capaces de ver lo que ayer nuestra condición de esclavos coloniales nos impedía observar; que la ‚civilización occidental‘ esconde bajo su vistosa fachada un cuadro de hienas y chacales. Porque nada más que ese nombre merecen los que han ido a cumplir tan ‚humanitarias‘ tareas al Congo. Animal carnicero que se ceba en los pueblos inermes;eso es lo que hace el imperialismo con el hombre, eso es lo que distingue al ‚blanco‘ imperial.“ Abgerufen am 10. März 2024 (spanisch).
21. ↑  Hans-Dieter Seibert: Englische Wirtschaftsbegriffe. Bedeutung und Zusammenhänge. Haufe, Planegg/München 2012, S. 62 f. In: books.google.de. Abgerufen am 26. Januar 2024.
22. ↑  Rainer Zitelmann: Stimmung gegen Immobilieneigentümer wird immer aggressiver. In: The European. 10. Juni 2019, abgerufen am 26. Januar 2024.
23. ↑  Bertolt Brecht: Wenn die Haifische Menschen wären. In: Ders.: Geschichten vom Herrn Keuner. In: Ders.: Kalendergeschichten. Gebrüder Weiß, Berlin 1949, S. 160 ff., hier S. 176–179.
24. ↑  Gerd Unverfehrt: ‚Große Fische fressen kleine‘. Zu Entstehung und Gebrauch eines satirischen Motivs. In: Gerhard Langemeyer, Gerd Unverfehrt, Herwig Guratzsch, Christoph Stölzl (Hrsg.): Mittel und Motive der Karikatur in fünf Jahrhunderten. Bild als Waffe. Prestel, München 1984, ISBN 3-7913-0685-5, S. 402–441, hier S. 411–414.
25. ↑  Natalia Filatkina, Ane Kleine-Engel, Birgit Münch: Anstelle einer Einleitung. Große Fische fressen die kleinen. Zur Notwendigkeit der interdisziplinären Untersuchung der historischen Formelhaftigkeit. Formelhaftigkeit in Text und Bild. (= Trierer Beiträge zu den historischen Kulturwissenschaften. Band 2). Wiesbaden 2012, S. 1–16. In: academia.edu. Abgerufen am 26. Januar 2024.
26. ↑  Manfred Sellink: Bruegel. The Complete Paintings, Drawings and Prints. Ludion, Ghent / London 2007, ISBN 978-90-5544-686-5, S. 88 f.
27. ↑  Stephanie Porras: Copies, cannibals and conquerors. Maarten de Vos’s ‚The big fish eat the small‘. In: Trading Values in Early Modern Antwerp. (= Nederlands Kunsthistorisch Jaarboek. Band 64), 2014, S. 248–271, hier 254 f. In: academia.edu. Abgerufen am 26. Januar 2024 (englisch).
28. ↑  John Heartfield: „6 Millionen Naziwähler: Futter für ein großes Maul“; „Mit Gott für Hitler und Kapital“; „‚Und den Fisch hab‘ ich gewählt!‘“ ganzseitige Photomontage, reproduziert durch sepia-getönte Photogravur im Kupfertiefdruck, 36,5 x 27 cm, in: Arbeiter-Illustrierte-Zeitung (= A-I-Z). Jahrgang IX, Nr. 40, 1930, S. 783. In: Heartfield online. Abgerufen am 26. Januar 2024.
29. ↑  John Heartfield: Krieg und Leichen – Die letzte Hoffnung der Reichen. Doppelseite aus der Arbeiter-Illustrierte-Zeitung (= AIZ). Jahrgang XI, Nr. 18, 1932, S. 420/421, Photomontage, Kupfertiefdruck, 38,3 x 55,8 cm. Nachlass John Heartfield, Inv.-Nr. JH 2259, ©The Heartfield Community of Heirs / VG Bild-Kunst, Bonn 2020. In: heartfield.adk.de. Abgerufen am 26. Januar 2024.
30. ↑  Martin Compart: Eine verlogene kleine Ratte. Über Krimiserien im allgemeinen und den „Kampf gegen die Mafia“ im besonderen. In: taz.de. 10. April 1991, abgerufen am 10. März 2024.
31. ↑  Martin Compart: Das Verbrechen hat gewonnen. Abschied von der letzten Folge von „Miami Vice“. In: taz.de. 21. September 1992, S. 11, abgerufen am 10. März 2024.
32. ↑  Noam Chomsky: Rollback: The Return of Predatory Capitalism. In: Ders.: Class warfare. Interviews with David Barsamian, London 1996, S. 23. In: cdn.preterhuman.net. Abgerufen am 26. Januar 2024 (englisch).
33. ↑  Noam Chomsky: Haben und Nichthaben. Übersetzung aus dem amerikanischen Englisch von Michael Schiffmann. Philo, Bodenheim 1998, ISBN 3-8257-0065-8.
34. ↑  Helmut Schmidt: Mit voller Kraft ins nächste Jahrhundert. Wir Deutsche haben Amerika viel zu verdanken. Aber die enge Partnerschaft mit Frankreich wird immer wichtiger. Sie entscheidet über das Gelingen der europäischen Einheit. In: Die Zeit. 6. Juni 1997, abgerufen am 26. Januar 2024.
35. ↑  Horst Mahler: Der Geheimagent des Weltgeistes. In: Süddeutsche Zeitung. 30. September 1998, S. 20.
36. ↑  Michael Fischer: Horst Mahler. Biographische Studie zu Antisemitismus, Antiamerikanismus und Versuche deutscher Schuldabwehr. Karlsruhe 2015, S. 313–364: Kapitel VI: Schluss mit dem deutschen Selbsthass – Mahlers Entwicklung zum Holocaustleugner (1990–2013), hier S. 317. In: books.openedition.org. Abgerufen am 26. Januar 2024.
37. ↑  Ernst Gauss: Leidendes, aber auch glückliches Rußland. (Rezension von: Wolfgang Strauss: Unternehmen Barbarossa und der russische Historikerstreit. Herbig, München 1998). In: Vierteljahreshefte für freie Geschichtsforschung. 3. Jahrgang, 1999, Nr. 2, 227–229. Abgerufen am 10. März 2024.
38. ↑  Fritjof Meyer: Raubtierkapitalismus auf Russisch. Wie das Land in der Jelzin-Ära den Finanzhyänen zum Opfer fiel. In: Der Spiegel 19/2000. In: spiegel.de. 7. Mai 2000, abgerufen am 10. März 2024.
39. ↑  Thorsten Schulten: Vodafone's hostile takeover bid for Mannesmann highlights debate on the German capitalist model. In: Eurofound. European Foundation for the Improvement of Living and Working Conditions. In: eurofound.europa.eu. 27. November 1999, abgerufen am 10. März 2024 (englisch).
40. ↑  Peter Imbusch: Marktkonstitution und die Erzeugung dynamischer Unternehmer als gewaltsames politisches Zwangsprojekt: Chile. Roland Czada, Susanne Lütz: Die politische Konstitution von Märkten. Westdeutscher Verlag, Wiesbaden 2000, ISBN 3-531-13415-9, S. 126–146. In: pure.mpg.de. Abgerufen am 10. März 2024.
41. ↑  Der Spiegel. 28/2002. Titelbild. In: spiegel.de. Abgerufen am 10. März 2024.
42. 1 2 3 4  Holger Oppenhäuser: Deutsche Volkswirtschaft statt Raubtierkapitalismus? Die Kapitalismuskritik der nationalistischen Rechten. In: Politikum. Band 7, Nr. 3, 2021, S. 54–61.
43. ↑  Dinah Deckstein, Thomas Tuma: „Geld macht verführbar“. Siemens-Chef Heinrich von Pierer, 61, über den neu entfachten Raubtierkapitalismus in den USA, das verlorene Vertrauen der Anleger und die Folgen für Europas Wirtschaft (...). In: Der Spiegel. 14. Juli 2002, S. 80 ff., abgerufen am 10. März 2024.
44. ↑  Helmut Schmidt: Das Gesetz des Dschungels. Manche Topmanager vergessen allen Anstand. Der Raubtierkapitalismus bedroht die offene Gesellschaft. Ein Plädoyer für mehr Moral. In: Die Zeit. 4. Dezember 2003.
45. ↑  Helmut Schmidt warnt vor dem "Raubtierkapitalismus". In: presseportal.de. 3. Dezember 2003 (Pressemitteilung der Zeit).
46. ↑  Peter Jüngst: „Raubtierkapitalismus?“ Globalisierung, psychosoziale Destabilisierung und territoriale Konflikte. Psychosozial-Verlag, Gießen 2004, ISBN 978-3-89806-345-6.
47. ↑  Helmut Schmidt geißelt "Raubtierkapitalismus" der Hedgefonds und ist froh, dass es die Deutsche Bank (gibt). In: welt.de. 1. Februar 2007.
48. ↑  Helmut Schmidt: Raubtierkapitalismus – was kann dagegen getan werden? In: Außer Dienst. Eine Bilanz. Siedler, München 2008, ISBN 978-3-88680-863-2, S. 255–268 (Zitat S. 255).
49. ↑  Sahra Wagenknecht & Oskar Lafontaine – West-östliche Diven. In: cicero.de. 2012, abgerufen am 10. März 2024.
50. ↑  Ivesa Lübben/ Heidi Reichinnek/ Julius Dihstelhoff: Mit Islamisten reden! Über die Notwendigkeit von kritischem Dialog und programmatischer Einbeziehung. Peter Schäfer/ Tanja Tabbara (Hrsg.): Dialog mit dem politischen Islam II. Rosa-Luxemburg-Stiftung, Berlin 2016, S. 10–24, hier S. 12, 14. Abgerufen am 13. Mai 2025.
51. ↑  Björn Höcke: Widerstand gegen den Raubtierkapitalismus. In: Compact. Nr. 1, 2018, S. 46–48.
52. ↑  Björn Höcke: Widerstand gegen den Raubtierkapitalismus. In: Alternative Gewerkschaft. Frühjahr 2018, S. 9. In: einprozent.de. 2018, abgerufen am 26. Januar 2024.
53. ↑  Björn Höcke: Widerstand gegen den Raubtierkapitalismus. Rede gehalten am 25. November 2017 in Leipzig. In: Compact Edition. 6: Höcke: Interviews, Reden, Tabubrüche Verantwortlich [COMPACT-Magazin, 2019]. Werder (Havel) 2017, ISBN 978-3-948781-47-7.
54. ↑  Jürgen P. Lang: AfD-Parteitag: Rechtsruck nach links? In: br.de. 30. Juni 2018, abgerufen am 10. März 2024.